# Euro.cz
Euro.czは、チェコのポータルサイト。かつては出版社ムラダー・フロンタのオンライン部門によって運営されていたが、2021年に同社のインターネット事業を引き継いだインターネット企業のインターネット・インフォに移行している。
2022年12月時点での月間訪問者数は推定170万。
自動車情報を扱うautobible.euro.cz、健康・医療情報を扱うzdravi.euro.czなども同じくインターネット・インフォの運営となっている。